# Dissidents républicains
Les Républicains dissidents, républicains renégats, républicains anti-accord  ou républicains anti-cessez-le-feu  ( en irlandais : poblachtach easaontach    )  sont des républicains irlandais qui ne soutiennent pas les accords de paix en vigueur en Irlande du Nord. Les accords ont suivi un conflit de 30 ans connu sous le nom de Troubles, qui a coûté la vie à plus de 3 500 personnes. Pendant le conflit, des groupes paramilitaires républicains comme  l'Armée républicaine irlandaise provisoire ont mené une campagne pour créer une république irlandaise unie. Les négociations de paix dans les années 1990 ont conduit à un cessez-le-feu de l'IRA en 1994 et à un traité de paix en 1998. Les républicains majoritaires, représentés par le Sinn Féin, ont soutenu l'accord comme un moyen de réaliser pacifiquement l'unité irlandaise. Les «dissidents» voyaient cela comme un abandon des idéaux républicains et une acceptation de la partition et de la domination britannique. Ils soutiennent que l'Assemblée d'Irlande du Nord et le Service de police d'Irlande du Nord (PSNI) sont illégitimes et considèrent le PSNI comme une "force de police paramilitaire britannique". 
Certains groupes politiques républicains dissidents, comme le Sinn Féin républicain (qui est une scission du Sinn Féin et qui n'a plus de lien avec le parti) et le 32 County Sovereignty Movement, soutiennent la violence politique contre les forces de sécurité britanniques. Ainsi, ils s'opposent au cessez-le-feu provisoire de l'IRA de 1994. 
Cependant, d'autres groupes, comme le Réseau républicain pour l'unité, ne souhaitent atteindre leurs objectifs que par des moyens pacifiques. 
Depuis que l'IRA a appelé à un cessez-le-feu, des groupes dissidents ont poursuivi une campagne armée contre les forces de sécurité britanniques en Irlande du Nord. Comme l'IRA provisoire, chacun de ces groupes se considère comme le seul successeur légitime de la première IRA et chacun s'appelle simplement «l'IRA», ou Óglaigh na hÉireann en irlandais (voir aussi Légitimité républicaine irlandaise ). 

## Groupes considérés comme républicains dissidents
- Armée républicaine irlandaise de continuité (IRA de continuité)
- Cumann na mBan
- Fianna Éireann
- Armée républicaine de libération irlandaise (IRLA)
- Nouvelle armée républicaine irlandaise (New IRA)
- Óglaigh na hÉireann (groupe dissident de l'IRA réel)
- Real Irish Republican Army (Real IRA)

### Organisations politiques
- Mouvement de souveraineté des 32 comtés (32CSM)
- Irish Republican Voice (IRV)
- Réseau républicain pour l'unité (RNU)
- Sinn Féin Républicain (RSF)
- Saoradh